# サール・ベイリー
サール・リー・ベイリー (Thurl Lee Bailey, 1961年4月7日 - ) は、アメリカ合衆国の元プロバスケットボール選手。身長211cm、体重97kg。ポジションはパワーフォワード及びスモールフォワード。

## 経歴
ベイリーは1983年にノースカロライナ州立大学をNCAAトーナメント制覇に導いて一躍注目を浴びた。同年NBAドラフト全体7位でユタ・ジャズに入団し、1年目は平均8.5得点でオールルーキー1stチームに選ばれた。80年代後半から90年代初めにかけて、カール・マローン、ジョン・ストックトン、マーク・イートンらとともにジャズの主力として活躍し、1988年から2年連続で平均19得点超をあげた。ジャズでは8シーズン半プレーし、得点・リバウンド・ブロックなどで球団史上トップ10の数字を記録した。1991年にタイロン・コービンと交換でミネソタ・ティンバーウルブズにトレードされて1994年まで在籍し、その後はギリシャやイタリアのプロリーグでプレーした。最後は古巣ジャズで43試合に出場し、1999年に現役を引退した。NBAでの成績は、928試合の出場で通算11,834得点4,718リバウンド（平均12.8得点5.1リバウンド）であった。
ベイリーは現役時代より社会貢献活動に熱心に取り組み、1989年にはJ・ウォルター・ケネディ市民賞を受賞した。引退後はバスケットボールアナリスト、俳優、シンガーソングライターとしても活動している。